# Liste der denkmalgeschützten Objekte in Siladice
Die Liste der denkmalgeschützten Objekte in Siladice enthält die 23 nach slowakischen Denkmalschutzvorschriften geschützten Objekte in der Gemeinde Siladice im Okres Hlohovec.

## Denkmäler
| Foto |                 | Denkmal / č. ÚZPF                              | Standort / Konskr. Nr.            | Offizielle Beschreibung                  | Beschreibung       | Metadaten                                                              |
| ---- | --------------- | ---------------------------------------------- | --------------------------------- | ---------------------------------------- | ------------------ | ---------------------------------------------------------------------- |
|      | Datei hochladen | Grabstein I.(sk) ObjektID: 203-1007/1          | KG: Siladice Konskr.Nr.:          | kameň;náhrobník č.22                     | Stein, Grab Nr. 22 | č. NKP: 203-1007/1 Stand des NKP: 2012-02-08 Name: NÁHROBNÍK I.        |
|      | Datei hochladen | Grabstein II.(sk) ObjektID: 203-1007/2         | KG: Siladice Konskr.Nr.:          | kameň;náhrobník č.1                      | Stein, Grab Nr. 1  | č. NKP: 203-1007/2 Stand des NKP: 2012-02-08 Name: NÁHROBNÍK II.       |
|      | Datei hochladen | Grabstein III.(sk) ObjektID: 203-1007/3        | KG: Siladice Konskr.Nr.:          | kameň;náhrobník č.2                      | Stein, Grab Nr. 2  | č. NKP: 203-1007/3 Stand des NKP: 2012-02-08 Name: NÁHROBNÍK III.      |
|      | Datei hochladen | Grabstein IV.(sk) ObjektID: 203-1007/4         | KG: Siladice Konskr.Nr.:          | kameň;náhrobník č.3                      | Stein, Grab Nr. 3  | č. NKP: 203-1007/4 Stand des NKP: 2012-02-08 Name: NÁHROBNÍK IV.       |
|      | Datei hochladen | Grabstein V.(sk) ObjektID: 203-1007/5          | KG: Siladice Konskr.Nr.:          | kameň;náhrobník č.13                     | Stein, Grab Nr. 13 | č. NKP: 203-1007/5 Stand des NKP: 2012-02-08 Name: NÁHROBNÍK V.        |
|      | Datei hochladen | Grabstein VI.(sk) ObjektID: 203-1007/6         | KG: Siladice Konskr.Nr.:          | kameň;náhrobník č.24                     | Stein, Grab Nr. 24 | č. NKP: 203-1007/6 Stand des NKP: 2012-02-08 Name: NÁHROBNÍK VI.       |
|      | Datei hochladen | Grabstein VII.(sk) ObjektID: 203-1007/7        | KG: Siladice Konskr.Nr.:          | kameň;náhrobník č.4                      | Stein, Grab Nr. 4  | č. NKP: 203-1007/7 Stand des NKP: 2012-02-08 Name: NÁHROBNÍK VII.      |
|      | Datei hochladen | Grabstein VIII.(sk) ObjektID: 203-1007/8       | KG: Siladice Konskr.Nr.:          | kameň;náhrobník č.5                      | Stein, Grab Nr. 5  | č. NKP: 203-1007/8 Stand des NKP: 2012-02-08 Name: NÁHROBNÍK VIII.     |
|      | Datei hochladen | Grabstein IX.(sk) ObjektID: 203-1007/9         | KG: Siladice Konskr.Nr.:          | kameň;náhrobník č.25                     | Stein, Grab Nr. 25 | č. NKP: 203-1007/9 Stand des NKP: 2012-02-08 Name: NÁHROBNÍK IX.       |
|      | Datei hochladen | Grabstein X.(sk) ObjektID: 203-1007/10         | KG: Siladice Konskr.Nr.:          | kameň;náhrobník č.6                      | Stein, Grab Nr. 6  | č. NKP: 203-1007/10 Stand des NKP: 2012-02-08 Name: NÁHROBNÍK X.       |
|      | Datei hochladen | Grabstein XI.(sk) ObjektID: 203-1007/11        | KG: Siladice Konskr.Nr.:          | kameň;náhrobník č.26                     | Stein, Grab Nr. 26 | č. NKP: 203-1007/11 Stand des NKP: 2012-02-08 Name: NÁHROBNÍK XI.      |
|      | Datei hochladen | Grabstein XII.(sk) ObjektID: 203-1007/12       | KG: Siladice Konskr.Nr.:          | kameň;náhrobník č.27                     | Stein, Grab Nr. 27 | č. NKP: 203-1007/12 Stand des NKP: 2012-02-08 Name: NÁHROBNÍK XII.     |
|      | Datei hochladen | Grabstein XIII.(sk) ObjektID: 203-1007/13      | KG: Siladice Konskr.Nr.:          | kameň;náhrobník č.7                      | Stein, Grab Nr. 7  | č. NKP: 203-1007/13 Stand des NKP: 2012-02-08 Name: NÁHROBNÍK XIII.    |
|      | Datei hochladen | Grabstein XIV.(sk) ObjektID: 203-1007/14       | KG: Siladice Konskr.Nr.:          | kameň;náhrobník č.17                     | Stein, Grab Nr. 17 | č. NKP: 203-1007/14 Stand des NKP: 2012-02-08 Name: NÁHROBNÍK XIV.     |
|      | Datei hochladen | Grabstein XV.(sk) ObjektID: 203-1007/15        | KG: Siladice Konskr.Nr.:          | kameň;náhrobník č.28                     | Stein, Grab Nr. 28 | č. NKP: 203-1007/15 Stand des NKP: 2012-02-08 Name: NÁHROBNÍK XV.      |
|      | Datei hochladen | Grabstein XVI.(sk) ObjektID: 203-1007/16       | KG: Siladice Konskr.Nr.:          | kameň;náhrobník č.8                      | Stein, Grab Nr. 8  | č. NKP: 203-1007/16 Stand des NKP: 2012-02-08 Name: NÁHROBNÍK XVI.     |
|      | Datei hochladen | Grabstein XVII.(sk) ObjektID: 203-1007/17      | KG: Siladice Konskr.Nr.:          | kameň;náhrobník č.18                     | Stein, Grab Nr. 18 | č. NKP: 203-1007/17 Stand des NKP: 2012-02-08 Name: NÁHROBNÍK XVII.    |
|      | Datei hochladen | Grabstein XVIII(sk) ObjektID: 203-1007/18      | KG: Siladice Konskr.Nr.:          | kameň;náhrobník č.29                     | Stein, Grab Nr. 29 | č. NKP: 203-1007/18 Stand des NKP: 2012-02-08 Name: NÁHROBNÍK XVIII.   |
|      | Datei hochladen | Grabstein XIX.(sk) ObjektID: 203-1007/19       | KG: Siladice Konskr.Nr.:          | kameň;náhrobník č.10                     | Stein, Grab Nr. 10 | č. NKP: 203-1007/19 Stand des NKP: 2012-02-08 Name: NÁHROBNÍK XIX.     |
|      | Datei hochladen | Grabstein XX.(sk) ObjektID: 203-1007/20        | KG: Siladice Konskr.Nr.:          | kameň;náhrobník č.20                     | Stein, Grab Nr. 20 | č. NKP: 203-1007/20 Stand des NKP: 2012-02-08 Name: NÁHROBNÍK XX.      |
|      | Datei hochladen | Grabstein XXI.(sk) ObjektID: 203-1007/21       | KG: Siladice Konskr.Nr.:          | kameň;náhrobník č.31                     | Stein, Grab Nr. 31 | č. NKP: 203-1007/21 Stand des NKP: 2012-02-08 Name: NÁHROBNÍK XXI.     |
| BW   | Datei hochladen | Pfeiler und Fundament(sk) ObjektID: 203-1008/1 | Standort KG: Siladice Konskr.Nr.: | kameň;                                   | Stein              | č. NKP: 203-1008/1 Stand des NKP: 2012-02-08 Name: PILIER S PODSTAVCOM |
| BW   | Datei hochladen | Der Gekreuzigte(sk) ObjektID: 203-1008/2       | Standort KG: Siladice Konskr.Nr.: | Ukrižovaný Kristus;socha Krista na kríži | Christus am Kreuz  | č. NKP: 203-1008/2 Stand des NKP: 2012-02-08 Name: KRÍŽ S KORPUSOM     |

## Legende
Die Tabelle enthält im Einzelnen folgende Informationen:
| Foto:                    | Fotografie des Denkmals. |
| Denkmal / č. ÚZPF:       | Die Übersetzung der Bezeichnung des Denkmals, wie sie vom Slowakischen Denkmalamt (Pamiatkový úrad Slovenskej republiky) verwendet wird. Die Originalbezeichnung ist unter dem Fragezeichen angegeben. Fehlt die Übersetzung, so wird die Originalbezeichnung direkt angezeigt. Weiters ist die Objekt-Identifikationsnummer (Objekt ID) angeführt. Sie ist die offizielle, in der Slowakei eindeutige Nummer č. ÚZPF inklusive der zugehörigen Zählnummer, wie sie in den Daten des Denkmalamtes angegeben wird. Da diese nur innerhalb eines Landkreises gezählt wird, ist dessen Nummer der Denkmalnummer vorangestellt. |
| Standort:                | Wenn in der Liste vorhanden, ist die Adresse angegeben. In Klammern kann sich noch eine zusätzliche Adresse befinden, wenn es beispielsweise ein Eckhaus ist. Bei freistehenden Objekten ohne Adresse (zum Beispiel bei Bildstöcken) ist eine Adresse angegeben, die in der Nähe des Objekts liegt. Durch Aufruf des Links Standort wird die Lage des Denkmals in verschiedenen Kartenprojekten angezeigt. Darunter sind die Katastralgemeinde (KG) und, wenn vorhanden, die Konskriptionsnummer (Konskr. Nr.) angegeben.                                                                                                   |
| Offizielle Beschreibung: | Es ist die Kurzbeschreibung auf Slowakisch, wie sie in den offiziellen Listen angegeben ist, eingetragen. |
| Beschreibung:            | Kurze Angaben zum Denkmal auf Deutsch. |
| Metadaten:               | Zusätzlich werden, wenn in den persönlichen Einstellungen das Helferlein Dauerhaftes Einblenden von Metadaten aktiviert ist, ebensolche angezeigt. |

- Karte mit allen Koordinaten:
- OSM |
- WikiMap